# Mniobia circinata
Mniobia circinata är en hjuldjursart som först beskrevs av Murray 1908.  Mniobia circinata ingår i släktet Mniobia och familjen Philodinidae. Arten är reproducerande i Sverige. Inga underarter finns listade i Catalogue of Life.